# Оксфорд-серкус (станція метро)
51°30′55″ пн. ш. 0°08′30″ зх. д. / 51.515278° пн. ш. 0.141667° зх. д.
Оксфорд-серкус (англ. Oxford Circus) — станція Лондонського метрополітену, що обслуговує Оксфорд-серкус. Розташована під рогом Ріджент-стріт та Оксфорд-стріт. Станція є пересадним вузлом між лініями Бейкерлоо, Центральна та Вікторія. Станом на 2017 рік, це третя за пасажирообігом станція Лондонського метро. На Центральній лінії розташована між станціями Бонд-стріт та Тоттенгем-корт-роуд, на лінії Бейкерлоо — між Ріджентс-парк та Пікаділлі-серкус, на лінії Вікторія — між Грін-парк та Воррен-стріт. Станція належить до 1-ї тарифної зони. В 2017 році пасажирообіг станції становив 84.09 млн осіб На станції заставлено тактильне покриття.
Платформи Центральної лінії були відкриті 30 липня 1900 року, лінії Бейкерлоо — 10 березня 1906 року, лінії Вікторія — 7 березня 1969 року, включаючи кросплатформовий вузол з лінією Бейкерлоо.

## Пересадки
Пересадки на автобуси маршрутів: 7, 12, 22, 55, 73, 88, 94, 98, 113, 139, 159, 390, 453, C2 та нічних маршрутів: N3, N7, N8, N15, N18, N22, N55, N73, N98, N109, N113, N136, N137, N207

## Туристичні пам'ятки розташовані поруч
- Церква всіх душ[en]
- BBC Broadcasting House
- Карнабі-стріт
- Langham Hotel
- Лондонський коледж моди
- London Palladium
- Ріджент-стріт
- Оксфорд-стріт